# Ou Zixia
Ou Zixia née le 24 septembre 1995, est une joueuse de hockey sur gazon chinoise.

## Carrière
Elle a fait partie de l'équipe nationale pour concourir à la Coupe du monde 2018 à Londres et aux Jeux olympiques à 2 reprises (2016 et 2020).

## Palmarès
- : 2e au Champions Trophy d'Asie en 2016.
- : 3e au Champions Trophy d'Asie en 2018.
- : 3e aux Jeux asiatiques en 2018.
- : 3e au Champions Trophy d'Asie en 2021.